# Dölzschen
Dölzschen – osiedle Drezna, położone w południowo-zachodniej części miasta.
Miejscowość została założona przez Słowian. Najstarsza wzmianka o miejscowości Deltsan pochodzi z 1144. W 1834 wieś zamieszkiwało 180 osób, w 1890 – 964 osób, a w 1939 – 3267 osób. W 1945 osadę włączono w granice Drezna.
Graniczy z osiedlami Roßthal, Naußlitz, Löbtau, Plauen, Coschütz oraz miastem Freital.